# Sikora dwubarwna
Sikora dwubarwna (Baeolophus bicolor) – gatunek małego ptaka z rodziny sikor (Paridae), największa z sikor północnoamerykańskich.
SystematykaNie wyróżnia się podgatunków. Dawniej za jej podgatunek uznawana była sikora teksaska (B. atricristatus); na niewielkim obszarze w środkowym Teksasie, gdzie ich zasięgi występowania nakładają się na siebie, dochodzi do hybrydyzacji.
MorfologiaDługość ciała 14–16 cm, rozpiętość skrzydeł 20–26 cm; masa ciała 17,5–26,1 g. Wierzch głowy szary, z wyraźnym czubkiem, wierzch ciała oliwkowoszary, spód jasnoszary do białego z brzoskwiniowymi bokami. Oczy duże, czarne. Dziób czarny, stożkowany. Czubek szary, czoło czarne (sikora teksaska ma czubek czarny, czoło jasne). Obie płci podobne.
Zasięg, środowiskoOsiadła w lasach liściastych oraz iglastych Ameryki Północnej (skrajnie południowo-wschodnia Kanada i wschodnia połowa Stanów Zjednoczonych).
ZachowanieŻeruje aktywnie, przybierając różne akrobatyczne pozycje; zwykle w mieszanych stadach. Często odwiedza karmniki. Gniazda zakłada w dziuplach lub w skrzynkach lęgowych.
StatusIUCN sikorę dwubarwną za gatunek najmniejszej troski (LC, Least Concern) nieprzerwanie od 1988 roku. W 2017 roku organizacja Partners in Flight szacowała liczebność populacji lęgowej na około 8 milionów osobników. Trend liczebności populacji uznawany jest za wzrostowy.